# Vladimirs Bespalovs
Vladimirs Bespalovs (Ventspils, 22 giugno 1988) è un ex calciatore e dirigente sportivo lettone, di ruolo difensore.

## Carriera

### Club
Ha giocato sempre con il Ventspils, squadra con cui ha vinto tre campionati e due coppe lettoni.
Ha tra l'altro disputato un incontro di qualificazione alla UEFA Champions League 2008-2009 contro il Llanelli e due incontri di qualificazione alla UEFA Europa League 2010-2011 contro il Teteks.
Il 4 aprile 2012, a seguito della morte del padre Jurijs Bespalovs, presidente del club, annunciò il suo ritiro per passare a ruoli direttivi.

### Nazionale
L'11 agosto 2010 ha esordito con l'Under-21 in una partita valida per le Qualificazioni al campionato europeo di calcio Under-21 2011 contro la Russia.
Il 17 novembre 2010 ha disputato la sua unica partita con la nazionale lettone in occasione dell'amichevole contro la Cina, entrando nei minuti di recupero al posto di Jurijs Žigajevs.

## Statistiche

### Cronologia presenze e reti in nazionale
| Cronologia completa delle presenze e delle reti in nazionale ― Lettonia | Cronologia completa delle presenze e delle reti in nazionale ― Lettonia | Cronologia completa delle presenze e delle reti in nazionale ― Lettonia | Cronologia completa delle presenze e delle reti in nazionale ― Lettonia | Cronologia completa delle presenze e delle reti in nazionale ― Lettonia | Cronologia completa delle presenze e delle reti in nazionale ― Lettonia | Cronologia completa delle presenze e delle reti in nazionale ― Lettonia | Cronologia completa delle presenze e delle reti in nazionale ― Lettonia |
| Data                                                                    | Città                                                                   | In casa                                                                 | Risultato                                                               | Ospiti                                                                  | Competizione                                                            | Reti                                                                    | Note                                                                    |
| ----------------------------------------------------------------------- | ----------------------------------------------------------------------- | ----------------------------------------------------------------------- | ----------------------------------------------------------------------- | ----------------------------------------------------------------------- | ----------------------------------------------------------------------- | ----------------------------------------------------------------------- | ----------------------------------------------------------------------- |
| 17-11-2010                                                              | Kunming                                                                 | Cina                                                                    | 1 – 0                                                                   | Lettonia                                                                | Amichevole                                                              | -                                                                       | 90+1’                                                                   |
| Totale                                                                  |                                                                         | Presenze                                                                | 1                                                                       |                                                                         | Reti                                                                    | 0                                                                       |                                                                         |

## Palmarès

### Club

#### Competizioni nazionali
- Campionati lettoni: 3

Ventspils: 2007, 2008, 2011
- Coppe di Lettonia: 2

Ventspils: 2007, 2010-2011

#### Competizioni internazionali
- Coppa della Livonia: 1

Ventspils: 2008
- Baltic League: 1

Ventspils: 2009-2010